# Pisky (Nischyn, Bobrowyzja)
Pisky (ukrainisch Піски; russisch Пески Peski) ist ein 1650 gegründetes Dorf im Süden der ukrainischen Oblast Tschernihiw mit etwa 700 Einwohnern (2004).
Pisky liegt 24 km südlich vom ehemaligen Rajonzentrum Bobrowyzja und etwa 125 km südlich der Oblasthauptstadt Tschernihiw.
Am 19. Mai 2017 wurde das Dorf ein Teil der neugegründeten Stadtgemeinde Bobrowyzja, bis dahin bildete es die gleichnamige Landratsgemeinde Pisky (Пісківська сільська рада/Piskiwska silska rada) im Süden des Rajons Bobrowyzja.
Am 17. Juli 2020 kam es im Zuge einer großen Rajonsreform zum Anschluss des Rajonsgebietes an den Rajon Nischyn.

## Persönlichkeiten
Im Dorf kam der ukrainische Dichter und Politiker Pawlo Tytschyna (1891–1967) zur Welt.